# Archives départementales de l'Aisne
Les archives départementales de l'Aisne sont un service du conseil départemental de l'Aisne, chargé de la gestion des archives publiques et de certaines archives privées produites dans ce département.

## Histoire

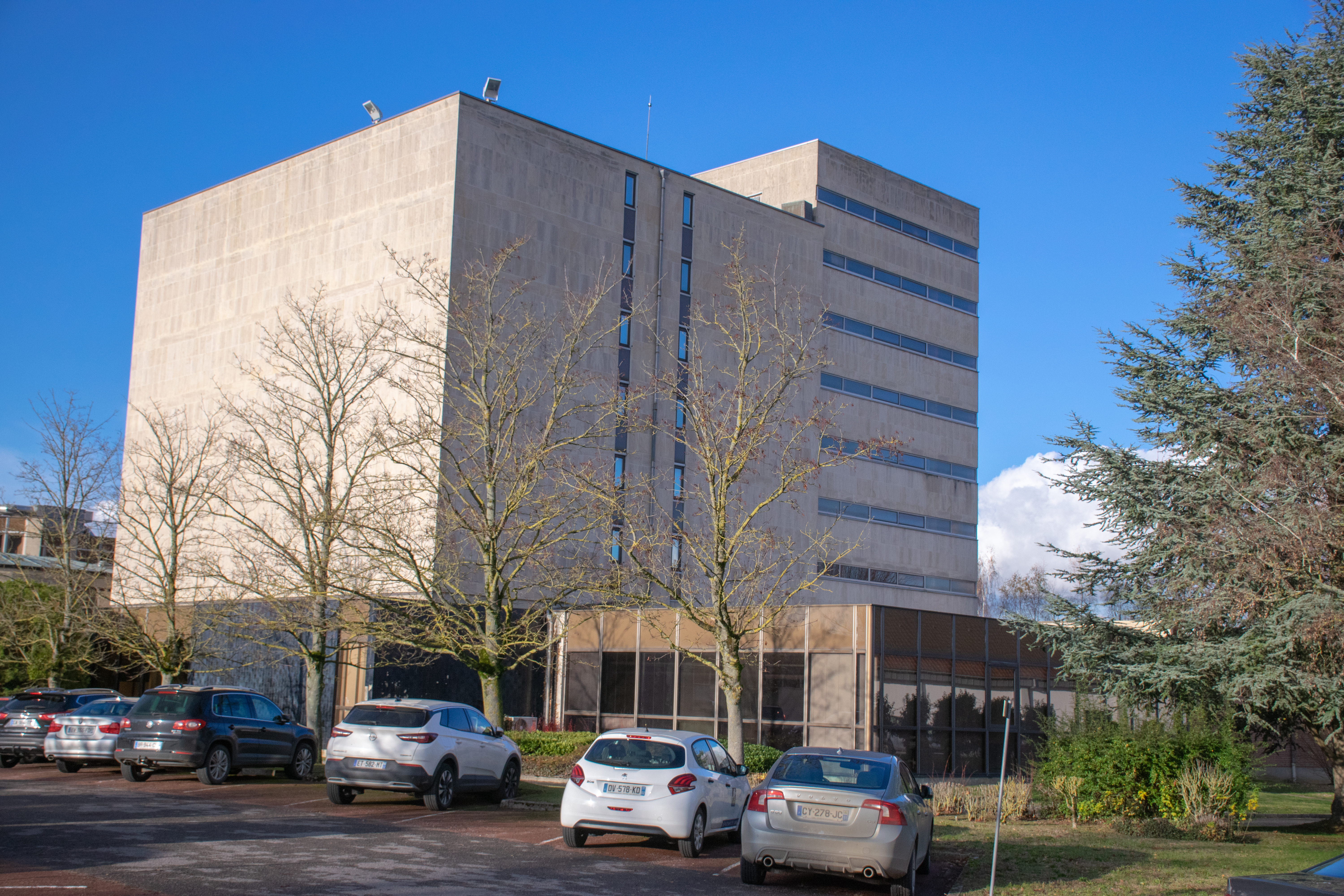
Ancien bâtiment des archives départementales au 28 rue Fernand-Christ en décembre 2018.

Les archives départementales de l'Aisne ont été créées en vertu de la loi du 5 brumaire an V (26 octobre 1796) afin de conserver les archives de l'Ancien Régime et de collecter celles des nouvelles administrations créées par la Révolution. Placées sous la supervision des préfets de l'Aisne dès 1800, elles deviennent un service du conseil départemental de l'Aisne en 1986, dans le cadre des lois de décentralisation.

### Les bâtiments
Les archives départementales sont d'abord implantées au sein de l'hôtel du département (Laon) : elles y occupent le grenier d'abondance de l'ancienne abbaye bénédictine Saint-Jean. C'est sur ce site que les collections sont victimes de l'occupation allemande pendant la Première Guerre mondiale puis d'un bombardement en 1944, qui provoquent des pertes irrémédiables.
Elles déménagent en 1977 dans un nouveau bâtiment construit rue Fernand-Christ (Laon), qu'elles partagent avec la Direction départementale des affaires sanitaires et sociales de l’Aisne (DDASS) et la Direction de la prévention, de l’action sociale et du logement (DIPASL).
Enfin, le service et ses collections s'installent en août 2018 au Centre des archives et bibliothèque départementales de l'Aisne (CABA) à Laon : bâtiment neuf installé dans le Parc Foch (ancienne caserne Foch) et mutualisé avec la Bibliothèque départementale de l'Aisne.

## Fonds

### Archives numérisées et mises en ligne
- Registres paroissiaux et état civil
- Recensements de population
- Atlas cadastraux
- Collections iconographiques
- Registres matricules militaires
- Registres des délibérations
- Registres des hypothèques
- Cahiers de doléances

## Directeurs
- 1848-1889 : Auguste Matton
- 1889-1906 : Joseph Souchon
- 1906-1937 : Lucien Broche
- 1937-1941 : Ernest Hildesheimer
- 1941-1943 : Lucien Broche (par intérim)
- 1943-1944 : René Gandilhon (contrôleur en tant que directeur des Archives départementales de la Marne)
- 1944-1946 : Lucien Broche (par intérim)
- 1947-1950 : Joseph Estienne (contrôleur en tant que directeur des Archives départementales de la Somme)
- 1950-1956 : Jean Quéguiner
- 1956-1977 : Georges Dumas
- 1977-1993 : Cécile Souchon
- 1993-1996 : Patrice Marcilloux
- 1996-2005 : Frédérique Pilleboue
- 2006-2012 : Aude Roelly
- 2012-2021 : Michel Sarter
- Depuis 2022 : Raphaël Baumard

## Pour approfondir